# 4766 Malin
4766 Malin è un asteroide della fascia principale. Scoperto nel 1987, presenta un'orbita caratterizzata da un semiasse maggiore pari a 2,5904535 UA e da un'eccentricità di 0,1386222, inclinata di 14,23075° rispetto all'eclittica.